# Timea Bacsinszky
Timea Bacsinszky (Lausanne, 8 de Junho de 1989) é uma ex-tenista profissional da Suíça, tenistas de pai romeno e mãe hungara, em 2015 chegou ao 9º lugar de simples em 2016. Possui 9 títulos no circuito WTA (4 de simples e 5 de duplas) e uma medalha olímpica de prata em duplas.
Anunciou aposentadoria em 16 de julho de 2021. Seu último jogo, no entanto, foi em setembro de 2019, quando perdeu na 1ª fase do WTA de Seul, em duplas. Na ocasião, tinha 30 anos.

## Honras

### Simples: 7 (4 títulos, 3 vices)
| Posição | N. | Data              | Torneio                                                      | Piso     | Oponente        | Placar        |
| ------- | -- | ----------------- | ------------------------------------------------------------ | -------- | --------------- | ------------- |
| Campeã  | 1. | 25 Outubro 2009   | Luxembourg Open, Luxemburgo                                  | duro (c) | Sabine Lisicki  | 6–2, 7–5      |
| Vice    | 1. | 25 Julho 2010     | Gastein Ladies, Bad Gastein, Áustria                         | saibro   | Julia Görges    | 1–6, 4–6      |
| Vice    | 2. | 10 Janeiro 2015   | Shenzhen Open, Shenzhen, China                               | duro     | Simona Halep    | 2–6, 2–6      |
| Campeã  | 2. | 28 Fevereiro 2015 | Abierto Mexicano Telcel, Acapulco, México                    | duro     | Caroline Garcia | 6–3, 6–0      |
| Campeã  | 3. | 9 Março 2015      | Monterrey Open, Monterrey, México                            | duro     | Caroline Garcia | 4–6, 6–2, 6–4 |
| Campeã  |    | Abr 2016          | Grand Prix de SAR La Princesse Lalla Meryem, Rabat, Marrocos | saibro   | Marina Erakovic | 6–2, 6–1      |

### Duplas: 10 (5 títulos, 5 vices)
| Posição | N. | Data            | Torneio                                               | Piso     | Parceira         | Oponentes                                 | Placar            |
| ------- | -- | --------------- | ----------------------------------------------------- | -------- | ---------------- | ----------------------------------------- | ----------------- |
| Vice    | 1. | 17 Abril 2010   | Barcelona Ladies Open, Barcelona, Espanha             | saibro   | Tathiana Garbin  | Sara Errani Roberta Vinci                 | 1–6, 6–3, [2–10]  |
| Campeã  | 1. | 11 Julho 2010   | Budapest Grand Prix, Budapeste, Hungria               | saibro   | Tathiana Garbin  | Sorana Cîrstea Anabel Medina Garrigues    | 6–3, 6–3          |
| Campeã  | 2. | 18 Julho 2010   | Prague Open, Praga, Rep. Tcheca                       | saibro   | Tathiana Garbin  | Monica Niculescu Ágnes Szávay             | 7–5, 7–64         |
| Vice    | 2. | 25 Julho 2010   | Gastein Ladies, Bad Gastein, Áustria                  | saibro   | Tathiana Garbin  | Lucie Hradecká Anabel Medina Garrigues    | 7–62, 1–6, [5–10] |
| Campeã  | 3. | 24 Outobro 2010 | Luxembourg Open, Luxemburgo                           | duro (c) | Tathiana Garbin  | Iveta Benešová Barbora Záhlavová-Strýcová | 6–4, 6–4          |
| Campeã  | 4. | 19 Outubro 2014 | Luxembourg Open, Luxemburgo                           | duro (c) | Kristina Barrois | Lucie Hradecká Barbora Krejčíková         | 3–6, 6–4, [10–4]  |
| Campeã  |    | Fev 2018        | St. Petersburg Ladies Trophy, São Petersburgo, Rússia | duro (c) | Vera Zvonareva   | Alla Kudryavtseva Katarina Srebotnik      | 2–6, 6–1, [10–3]  |